# Arma de pontaria

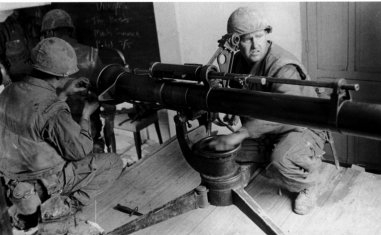
Fuzileiros navais americanos operando um canhão antitanque sem recuo de 106mm durante a Batalha de Hue, em 1968, no Vietnã. A arma de pontaria sobrepõe-se ao canhão principal.

Uma arma de pontaria ou arma de observação é uma arma de pequeno calibre - fuzil ou metralhadora - usada para apontar uma arma principal de maior calibre.

## Funcionamento
A balística da munição da arma de pontaria, alinhada com a da parte à qual está fixada, permite alinhar o disparo da arma principal. Portanto, se a munição disparada pela arma de pontaria atingir o alvo, a munição disparada pela arma principal tem grandes chances de também atingir o alvo.
Seu uso é comum em armas de grosso calibre, para evitar desperdício de munição e tempo de recarga, além de dificultar a localização da peça de artilharia pelo inimigo.

## Exemplos de uso

### Canhão anticarro sem recuo
O uso de armas de observação é comum na artilharia anticarro entre as décadas de 1950 e 1970, especialmente canhões sem recuo. Como essas armas têm um uso um tanto particular, o sistema de mira teve que ser adaptado.
Essas armas são usadas em fogo direto com uma linha de visão desimpedida, e a velocidade inicial do projétil é bastante baixa. Na verdade, para um projétil com uma trajetória bastante alta, uma estimativa precisa da distância é essencial. Embora uma luneta de visada possa medir a direção de um alvo, ela não pode avaliar seu alcance com precisão ou facilidade. Além disso, um telêmetro naquela época era muito volumoso para acompanhar artilharia manuportável. Posteriormente, a chegada do telêmetro a laser tornou obsoleto o uso da arma de ajuste.
A linha britânica BAT de canhões antitanque sem recuo de 120 mm usava uma variedade de sistemas de mira. O primeiro BAT usava uma mira óptica simples. O MoBAT, uma versão mais leve e facilmente transportável do anterior, usa uma metralhadora leve BREN modificada, calibrada em 7,62.  A versão mais recente da série, o L6 Wombat, usa o mesmo sistema do canhão antitanque sem recuo M40, ou seja, um Remington M8C calibrado em .50 americano  ,  . Essas duas armas de pontaria operavam em modo semiautomático usando recuperação de gás. O calibre .50 não era, como é frequentemente relatado, uma modificação da metralhadora Browning M2 para acomodar um cartucho 12,7×99mm OTAN, mas um cartucho encurtado 12,7×76. 
Quando vários desses canhões antitanque sem recuo são montados em um veículo, como no M50 Ontos, cada tubo geralmente tem sua própria arma de regulagem, permitindo que cada canhão seja simulado individualmente, para aumentar a precisão. Entretanto, dos seis tubos do Ontos, apenas quatro eram equipados com uma arma de pontaria, para evitar que um veículo já muito alto ficasse ainda mais imponente. Este equipamento padrão parece ter sido meramente superequipado, aumentando os tempos de carga e recarga de munição necessária para tiros de regulagem. Não é raro ver fotos dessas máquinas, utilizadas durante a Guerra do Vietnã, onde restam apenas duas armas de pontaria. Além disso, os Ontos também estavam engajados com apenas quatro, ou mesmo dois, canhões. Outros veículos que transportam canhões antitanque sem recuo equipados com armas de regulagem incluem o canhão autopropulsado japonês Tipo SU 60 S de 106mm, montando dois canhões sem recuo M40.

### Lança-foguetes
Os lança-foguetes manoportáveis no ombro são, sem dúvida, as menores armas a terem usado armas de pontaria. O LAW 80 britânico, um lançador de 94mm desenvolvido para substituir o LAW 66 e o Carl Gustav, e que entrou em serviço em 1987, fornece à infantaria britânica melhor poder de fogo antitanque móvel. A utilização da sua arma de pontaria, equipada com um carregador de cinco tiros, baseia-se no princípio invulgar da munição de balística adaptada. A mesma arma de regulagem e o mesmo cartucho são posteriormente usados no SMAW americano.

### Canhão principal de um tanque

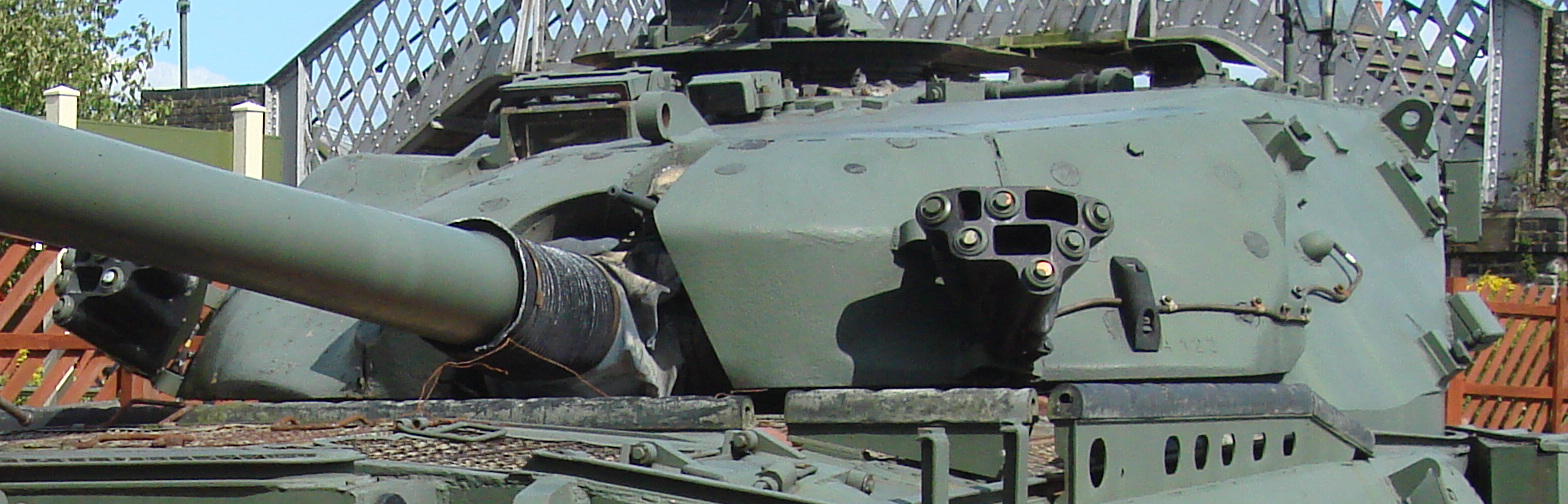
O tanque britânico Chieftain, com a arma dupla de pontaria visível logo acima do canhão principal, projetando-se do mantelete.

Alguns tanques raros se beneficiaram das armas de observação. Este método teve uso de curta duração durante a década de 1950, numa época em que o aumento acentuado no calibre dos canhões montados em tanques — e a consequente redução do número de acertos — empurra em direção à garantia que o primeiro tiro acerte diretamente no alvo. Desapareceu muito rapidamente, assim que surgiram os primeiros telêmetros a laser.
O primeiro tanque a beneficiar-se deste equipamento foi o Centurion britânico, quando recebeu em 1959 o seu novo canhão L7 de 105mm, Mark 5  ,  . A arma de pontaria é uma variante da metralhadora Browning calibre .50, versão L6, e a munição disparada é uma versão derivada do traçante 12,7×99mm OTAN, também adaptada balisticamente para disparar do canhão ao qual está acoplada. No caso do Centurion, o canhão principal também é acoplado a uma metralhadora coaxial, então a arma de observação também pode ser usada para ajustar esta metralhadora; tendo sido considerada um verdadeiro sucesso. Como resultado, ela posteriormente equipou as diversas variações posteriores do tanque e foi até mesmo instalada em sua versão anterior, o Mk 3, equipado com o canhão de 84mm.
Posteriormente, o mesmo princípio foi implementado no canhão de 120mm do Chieftain  ,  ,  . Desta vez, o desempenho da arma de pontaria é menos apreciada. Acoplada a um canhão principal mais potente cujo alcance efetivo é, dependendo do tipo de munição, 3.000m para 7.300m para um projétil HESH, a munição disparada pela arma de observação é de pouca ajuda. Na verdade, por um lado, o combustível da munição traçante tem apenas um alcance de 2.400m   e, por um lado, a tal distância, é quase impossível ver onde a munição de observação cai. Além disso, as tticas desenvolvidas na época pelos especialistas em combate blindado baseavam-se em alcances superiores a 2.700m, enquanto era satisfatório aos 1.828m na época do Centurion . Assim que os telêmetros a laser apareceram, eles foram rapidamente instalados no Chieftain no lugar da arma de pontaria.
Entretanto, a força blindada britânica voltou a utilizar a arma de pontaria um pouco mais tarde, com o FV-101 Scorpion, utilizando para esse fim uma metralhadora L43A1, uma variante da FN MAG calibrada em 7,62×51mm NATO  . Neste caso, em vez de ser uma duplicata, é a metralhadora coaxial do canhão principal, que também pode atuar como uma arma de pontaria. Dado esse destino alternativo, o L43A1, derivado diretamente da versão L8 destinada a ser embarcada em veículos de combate de infantaria, tem um rolamento montado diretamente no cano da arma, em vez de ser montado convencionalmente na placa como na versão L8. Este arranjo melhora o isolamento térmico entre a arma de observação e o cano principal, o que limita o aquecimento e a deformação do metal e a redução da precisão do tiro, essencial no caso de uma arma utilizada para avaliar distâncias.